# Symmocoides ferreirae
Symmocoides ferreirae is een vlinder uit de familie dominomotten (Autostichidae). De wetenschappelijke naam is voor het eerst geldig gepubliceerd in 2000 door Gozmany.
Deze vlinder komt voor in Europa.